# Movimento Studenti di Azione Cattolica
Il Movimento Studenti di Azione Cattolica (MSAC) è il movimento dell'Azione Cattolica che rappresenta l'attenzione missionaria agli studenti e al mondo della scuola media superiore.

## Storia
Il Movimento Studenti di Azione Cattolica (MSAC) è l'espressione dell'attenzione missionaria dell'Azione Cattolica italiana agli adolescenti nella loro condizione di studenti, e della presenza organica e del servizio specifico dell'Associazione alla pastorale studentesca. Pertanto è parte integrante del Settore giovani, nell'ambito del quale si colloca la sua specifica proposta, organizzazione e attività. Esso ha finalità educative, culturali e missionarie e si rivolge agli studenti del secondo ciclo del sistema di istruzione e formazione. Le sue attività sono aperte a tutti, senza distinzioni etniche, ideologiche, politiche o religiose.
Le origini del movimento risalgono ai primi del novecento, quando circoli studenteschi cominciarono a formarsi all'interno della Società della gioventù cattolica italiana (SGCI, l'Azione Cattolica di allora). Il XX congresso nazionale della SGCI, riunitosi a Modena nel novembre 1910, deliberò allora la promozione di circoli di studenti delle scuole superiori in tutta Italia e la costituzione di un ordinamento nazionale per il nascente movimento. Il MSAC (denominazione assunta dal 1969 con il nuovo statuto dell'AC) si configurò immediatamente attraverso gruppi cittadini e di istituto come il tentativo di passare da un apostolato del singolo studente cristiano a quello di un gruppo più organizzato, visibile e propositivo.
La storia centenaria del MSAC si intreccia fortemente con la storia della scuola italiana. Il MSAC come associazione studentesca fa parte del Forum delle associazioni studentesche maggiormente rappresentative presso il Ministero della Pubblica Istruzione. Lo Statuto delle studentesse e degli studenti, ad esempio, nacque da una proposta della Segreteria nazionale MSAC.

## Struttura
L'attività principale del MSAC si svolge nelle scuole, nelle quali gli aderenti (i msacchini) propongono diverse iniziative suddivise in quattro "stanze" specifiche: il punto d'incontro, la formazione specifica, gli orientamenti culturali e il primo annuncio. L'organizzazione e il collegamento con il coordinamento nazionale è affidato alla segreteria nazionale, di cui fanno parte i segretari nazionali, eletti dal congresso triennale dei segretari diocesani, l'assistente nazionale e uno o più collaboratori centrali. L'équipe nazionale, formata dagli incaricati regionali e da membri cooptati, coadiuva la segreteria nazionale nell'attività del movimento. In alcune diocesi il MSAC è chiamato in maniera differente e declinato in diverse forme (ad esempio: Azione cattolica studenti a Milano) per motivi più che altro storici.

## Segretari nazionali del MSAC
(tra parentesi il circolo diocesano di provenienza)
- (1970-1972) Francesco Sacchetti (Perugia) - Bia Sarasini (Salerno)
- (1972-1973) Francesco Sacchetti (Perugia) - Madì Drello (Alba)
- (1973-1976) Carlo Condorelli (Salerno)- Madì Drello (Alba)
- (1977-1980) Umberto Folena (Padova) - Angela Lischetti (Milano)
- (1980-1983) Piero Lauriola (Manfredonia)- Giovanna Aquaro (Bari)
- (1983-1986) Fabio Porta (Caltagirone) - Luisa Prodi (Pisa)
- (1986-1989) Vito Epifania (Matera-Irsina) - Vania De Luca (Sorrento-Castellammare di Stabia)
- (1989-1992) Enzo Vergine (Otranto) - Vania De Luca [dal 1990 Giovanna Mignogna (Taranto)]
- (1992-1995) Enrico Pizzi (Grosseto) [dal 1994 Luca Girotti (Milano)] - Giovanna Mignogna
- (1995-1998) Giandiego Càrastro (Reggio Calabria-Bova) - Chiara Sancin (Trieste)
- (1998-2002) Giandiego Càrastro - Laura Monti (Albano)
- (2002-2005) Simone Esposito (Lucera-Troia) - Mariacarmela Aragona (San Marco Argentano-Scalea)

Dal 2005 il segretario nazionale è uno solo (come previsto con l'aggiornamento dello statuto dell'AC nel 2003)
- (2005-2008) Nisia Pacelli (Cerreto Sannita-Telese-Sant'Agata de' Goti)
- (2008-2011) Saretta Marotta (Ragusa)

Dal gennaio 2011 il documento normativo MSAC è stato aggiornato prevedendo la carica di vicesegretario nazionale
- (2011-2014) Elena Poser (Aosta) - nessun vicesegretario
- (2014-2017) Gioele Anni (Lodi) - Adelaide Iacobelli (Albano - vicesegretaria)
- (2017-2021) Adelaide Iacobelli (Albano) -  Lorenzo Zardi (Imola - vicesegretario)
- (2021-2024) Lorenzo Pellegrino (Otranto) - Ludovica Mangiapanelli (Mazara del Vallo - vicesegretaria)
- (2024-in carica) Elena Giannini (Rimini) - Francesco Lotito (Potenza-Muro Lucano-Marsico Nuovo - vicesegretario)